# Nova vas pri Jelšanah
Nova vas pri Jelšanah je naselje u slovenskoj Općini Ilirskoj Bistrici. Nova vas pri Jelšanah se nalazi u pokrajini Notranjskoj i statističkoj regiji Notranjsko-kraškoj. 

## Stanovništvo
Prema popisu stanovništva iz 2002. godine naselje je imalo 15 stanovnika.